# 杜渭陽
杜渭陽（？—？），字南谷，號晉明，湖广承天府沔阳州人。

## 生平
崇祯十二年（1639年）己卯科湖广乡试举人，崇祯十三年（1640年）庚辰科進士，工部观政，授嘉兴县知县。县粮重，民有积逋，又多权贵，素称难治。渭阳执法严明，权贵敛迹。